# ヘレン・グーレイ
ヘレン・グーレイ（Helen Gourlay, 1946年12月23日 - ）は、オーストラリア・タスマニア州ローンセストン出身の女子テニス選手。1971年の全仏オープンと1977年12月開催の全豪オープンで、4大大会女子シングルスに2度の準優勝がある。どちらも決勝でイボンヌ・グーラゴングに敗れた。4大大会女子ダブルスでは、全豪オープンで4勝を挙げ、ウィンブルドンでも1977年に優勝がある。右利きの選手。彼女は1977年にイギリス人のリチャード・コーリー（Richard Cawley）と結婚した後は、夫の姓を併用して「ヘレン・グーレイ・コーリー」（Helen Gourlay-Cawley）と名乗った。
- 注：ヘレン・グーレイとイボンヌ・グーラゴングは、どちらも「コーリー」という姓の男性と結婚したため、結婚後の名前で混同しやすい。イボンヌ・グーラゴングは、1975年にロジャー・コーリー（Roger Cawley）と結婚した。

グーレイは1964年から全豪選手権（当時の名称）に出場し始め、初出場時にいきなりベスト8進出があったが、キャリアの最初期はしばらく伸び悩んでいた。1968年に「オープン化措置」（4大大会にプロテニス選手の出場を解禁すること）が実施された後、グーレイはプロテニス選手に転向する。1969年に「全豪オープン」で5年ぶり2度目のベスト8に入り、1970年全米オープンでマーガレット・コートとの準々決勝に進んだ後、グーレイは1971年全仏オープンで女子シングルス・女子ダブルスの2部門に決勝進出を果たした。女子シングルス決勝では、当時20歳のイボンヌ・グーラゴングに 3-6, 5-7 で敗れ、ケリー・ハリス（同じオーストラリアの選手）と組んだ女子ダブルス決勝でも、地元フランスのフランソワーズ・デュール&ゲイル・シェリフ組に 4-6, 1-6 で完敗し、ここでは2部門とも準優勝で止まった。この大会をきっかけに、グーレイは世界的な躍進を始める。
翌1972年、グーレイは初めて全豪オープンの女子シングルス準決勝に勝ち進み、女子ダブルスで初優勝を果たす。パートナーは前年の全仏と同じケリー・ハリスと組み、決勝でカレン・クランツケ&パトリシア・コールマン（ともにオーストラリア）組を 6-0, 6-4 で破って優勝した。1976年の同大会で、グーレイは女子ダブルスでイボンヌ・グーラゴングと組み、4年ぶり2度目の優勝を飾った。そして、彼女にとって公私両面のハイライトとなった1977年が訪れる。1977年の初め、ヘレン・グーレイはリチャード・コーリーと結婚し、2つの姓を併用して「ヘレン・グーレイ・コーリー」と名乗るようになった。
1977年の全豪オープンは、年頭の1月開催と年末の12月開催の2度行われた。ヘレン・グーレイ・コーリーは1月開催と12月開催の両方で、女子ダブルスに優勝を飾り、こうして全豪女子ダブルスの優勝回数を「4勝」に伸ばした。この年は全仏オープンとウィンブルドンでも、女子ダブルスで活躍する。全仏オープンではレイニ・フォックス（アメリカ）と組み、6年ぶり2度目の女子ダブルス決勝に進んだが、レジナ・マルシコワ（チェコスロバキア）&パム・ティーガーデン（アメリカ）組に 7-5, 4-6, 2-6 の逆転で敗れ、2度目の準優勝になる。ウィンブルドンではジョアン・ラッセル（アメリカ）と組み、マルチナ・ナブラチロワ&ベティ・ストーブ組を 6-3, 6-3 のストレートで下して初優勝を飾った。そして、本年度2度目の開催となった12月開催全豪オープンにおいて、ヘレン・グーレイ・コーリーは初めての女子シングルス決勝戦に駒を進める。対戦相手のイボンヌ・グーラゴング・コーリーは、出産からの復帰戦であった。グーレイはグーラゴングに 3-6, 0-6 で完敗し、6年前の全仏オープンに続いて、またもやグーラゴングにシングルス優勝を阻まれた。女子ダブルス決勝は雨天のため試合を実施できず、グーレイ&グーラゴング組と、ケリー・レイド&モナ・ゲラント（アメリカ）の両組優勝（引き分け）になった。1980年全豪オープンの1回戦敗退を最後に、ヘレン・グーレイ・コーリーは33歳で現役を引退した。

## 4大大会成績
- 全豪オープン 女子ダブルス：4勝（1972年・1976年・1977年1月・1977年12月）/女子シングルス準優勝：1977年12月
- 全仏オープン 女子シングルス準優勝：1971年/女子ダブルス準優勝：2度（1971年・1977年）
- ウィンブルドン 女子ダブルス：1勝（1977年） ［同部門準優勝：1974年］